# Norgevisan
Norge, ofta kallad Norgevisan, var en satirisk sång i programmet Mosebacke monarki i Sveriges Radio-TV 1968, framförd av Helmer Bryds Eminent Five Quartet med Moltas Erikson (alias Melvyn "Bobo" Slacke) som sångare. Texten är skriven av Hans Alfredson och Tage Danielsson, och melodin bygger på Lively av Peter Buchanan och Lonnie Donegan.
Norgevisan var en humoristisk nidvisa som skrevs på grund av att det gick så mycket bättre för Norge än för Sverige vid de Olympiska vinterspelen 1968, som pågick i Grenoble i Frankrike. I programmet påannonserades visan som en protestsång mot Norge. Berömd har texten Norge, Norge, det är ett ruttet land - Norge, Norge, ett jävla rövarband blivit. Textens kombination av å ena sidan djupt orättvisa, och å andra sidan sakligt korrekta, men fullkomligt irrelevanta, beskyllningar har sin tydliga parallell i "den juvenaliska hudflängningen" - en form av "roast" inom Juvenalorden, där Tage Danielsson var medlem.
Sången gavs ut 1968 på EP:n Swingin' Mosebacke! (Svenska Ljud LJUD 7). Den gavs även ut av Svenska ljud på singeln Norge (SVEN 4), och på samlings-LP:n Nyheter Och Bullentiner Från Radio Mosebacke utgiven 1995.
Den svenska kvällstidningen Aftonbladet påstod att visan orsakade folkstorm i Norge, vilket norska Aftenposten rapporterade om och kallade høyst overraskende opplysninger då någon folkstorm inte hade märkts av där. Däremot spelades en "svarsskiva" med titeln "Sverige, Sverige" snabbt in av Odd Grythe som gavs ut av Polydor (NH 66818). Den norska texten skrevs av August Mauritzen till samma melodi.
Under Svenska idrottsgalan 2010 framförde Magnus Uggla en uppdaterad version av låten inför olympiska vinterspelen 2010 i Vancouver .